# Соединительная линия (телефония)

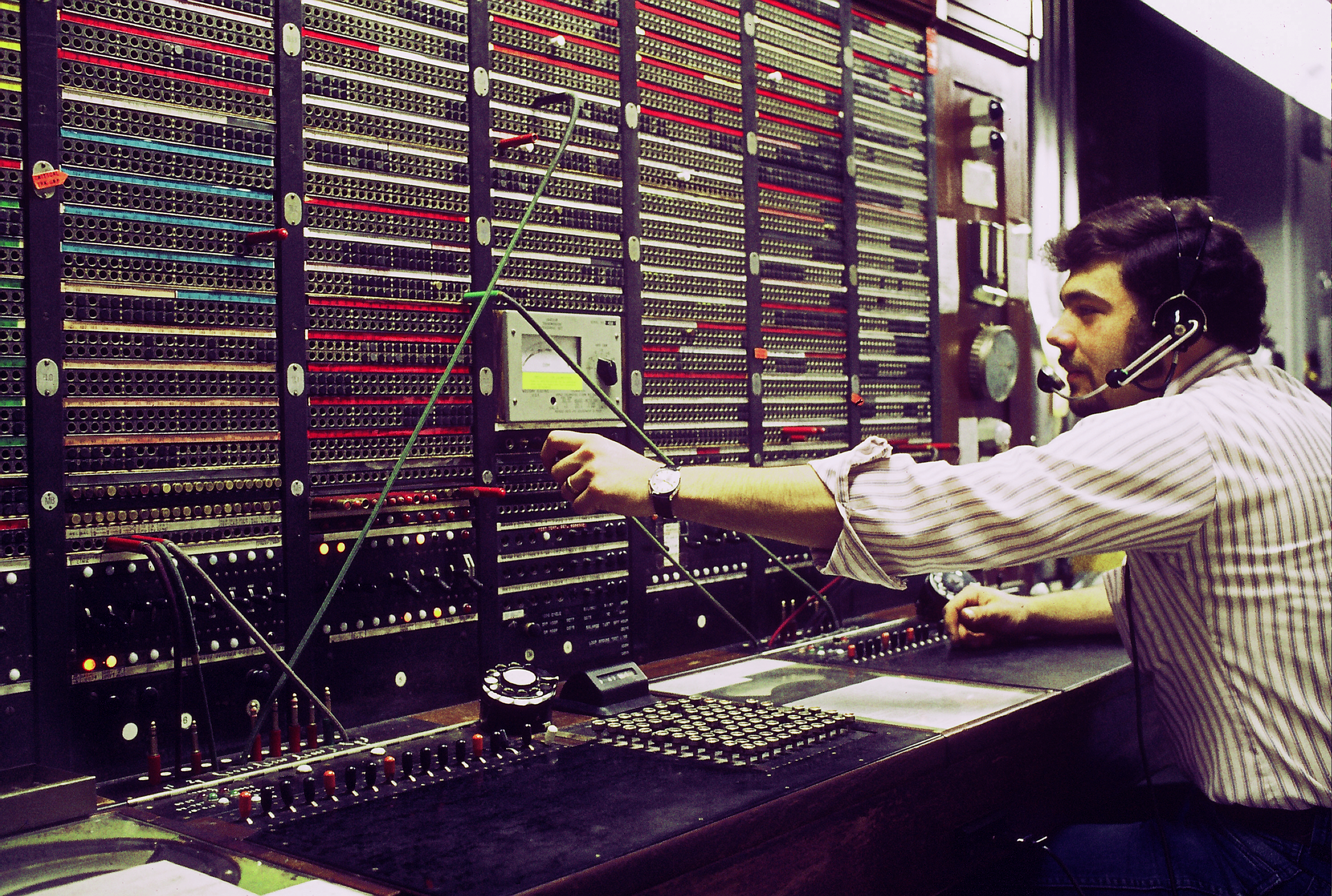
Транк-тест — тестирование соединительных линий

Соедини́тельная линия (СЛ) или транк — линия межстанционной связи, как правило, городской телефонной сети; соединяет районные автоматические и узловые телефонные станции между собой и телефонную подстанцию или концентратор с опорной станцией городской телефонной сети.

В телефонии транком как правило называют один канал потока E1, а объединение каналов для повышения пропускной способности в свою очередь называется транковой группой.

В общем случае, по СЛ пропускается и сигнализация: запросы установки соединения, подтверждения, отказы, алерты, А-номер(вызывающий абонент) и В-номер(вызываемый абонент) и т. д.
Но возможны и иные решения, вплоть до пуска сигнального канала вообще по другим маршрутам (ОКС-7).

## Интерфейсы
- E&M — множество реализаций
- BRI — 2B+D (2 голосовых канала по 64к + 1 сигнальный, 16k)
- dig (фр.)
- PRI — 30B+D (30 голосовых каналов по 64к + 2 сигнальных, по 64к)
- Трёхпроводка (ABC)

и т. д.

## Сигнализация
- EDNSS, он же Евро-ISDN.
- QSIG
- E&M

и др.